# Mann (famille)
Pour les articles homonymes, voir Mann.

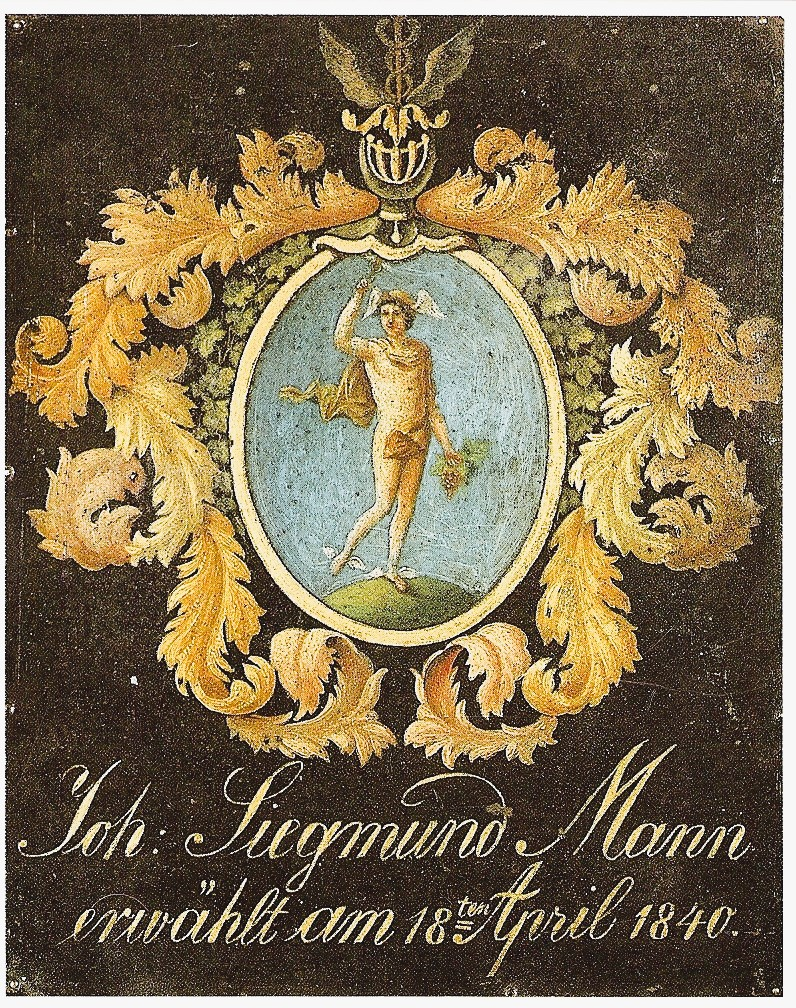
Armoiries de la famille hanséatique Mann.

La famille Mann est une famille intellectuelle et littéraire allemande.

## Arbre généalogique
- Johann Siegmund Mann (1761-1848) — commerçant à Lübeck et Anna Catharina Grotjan (1766-1842)
  - Johann Siegmund Mann jr. (1797-1863) — commerçant à Lübeck et Emilie Wunderlich (1806-1833), remarié en 1837 avec Elisabeth Marty (1811-1890)
    - Marie Elisabeth Amalia Mann (1838-1917) et Ernst Elfeld — commerçant à Lübeck; remariée avec Gustav Haag — commerçant à Esslingen
      - Olga Elfeld
      - Alice Haag
      - Ewald Siegmund Henry Haag

    - Johannes Mann (1842-1944)
    - Olga Marie Mann (1845-1886)
    - Friedrich Wilhelm Lebrecht Mann (1847-1926)
    - Thomas Johann Heinrich Mann (1840-1891) — commerçant à Lübeck et Julia da Silva-Bruhns (1851-1923)
      - Luiz Heinrich Mann (1871-1950) — écrivain et Maria Kanová (1886-1947), divorcé en 1930, remarié en 1939 avec Nelly Kröger (1898-1944)
        - Carla Maria Henriette Leonie Mann (1916-1986) et Ludvík Aškenazy (1921-1986) — écrivain
          - Jindřich Mann-Aškenazy (° 1948) — metteur en scène
          - Ludvik Mann-Aškenazy (° 1956) — cinéaste

      - Paul Thomas Mann (1875-1955) — Prix Nobel de littérature et Katharina Edwig Mann, dite Katia Mann (1883-1980) , fille du mathématicien Alfred Pringsheim Heinrich et Thomas Mann
        - Erika Mann (1905-1969) — écrivaine, chansonnière et Gustaf Gründgens (1899-1963) — acteur, producteur; remariée avec Wystan H. Auden (1907-1973) — poète
        - Klaus Mann (1906-1949) — écrivain
        - Gottfried Golo Mann (1909-1994) — historien, écrivain
          - Hans Beck-Mann (fils adoptif) († 1986)

        - Monika Mann (1910-1992) — écrivain et Jenö Lányi (1902-1940)Erika Mann
        - Elisabeth Mann-Borgese (1918-2002) — écologiste, écrivain et Giuseppe Antonio Borgese (1882-1952)
          - Angelica Borgese (° 1940) — physicienne
          - Dominica Borgese (° 1944) — biologiste

        - Michael Mann (1919-1977) — musicien, homme de lettres et Gret Moser (° 1916)
          - Fridolin Mann (° 1940) — psychologue, écrivain et Christine Heisenberg
            - Stefan Mann (° 1968)

          - Anthony Mann (° 1942)
          - Raju Mann (fille adoptive) (° 1963)

      - Julia Elisabeth Therese Mann (1877-1927) et D. Josef Löhr (1862-1922) — directeur de banque
        - Eva Maria Elisabeth Löhr (1901-1968) et Hans Bohnenberger (1901-1989) — employé de banque
        - Rosa Marie Julia Löhr (1907-1994) — horticultrice et Friedrich Alder (1914-1942) — jardinier
        - Ilse Marie Julia Löhr (° 1907) — nourrice

      - Carla Augusta Olga Maria Mann (1881-1910) — actrice
      - Karl Viktor Mann (1890-1949) — agronome et Magdalena Nelly Kilian (1895-1962)